# Lịch sử hành chính Đắk Lắk
Lịch sử hành chính Đắk Lắk có thể xem mốc khởi đầu từ năm 1904 với nghị định của Toàn quyền Đông Dương, tách khỏi Lào, đặt dưới quyền cai trị của Khâm sứ Trung Kỳ. Vào thời điểm hiện tại (2024), về mặt hành chính, Đắk Lắk được chia làm 9 đơn vị hành chính cấp huyện, bao gồm: 1 thành phố trực thuộc tỉnh, 1 thị xã, 13 huyện và 180 đơn vị hành chính cấp xã, bao gồm: 18 phường, 13 thị trấn và 149 xã.

## Thời Pháp thuộc và Nhật thuộc
Từ DAK có những từ tương đồng như Dar, đạ, đà. Các từ này tương ứng với các từ chỉ nơi chốn như Đà Nẵng, Đà Lạt, Đạ Tẻn, Đak Hà....v.v....Từ Dak=Dar = Đạ = Đà có nghĩa như một vùng lãnh thổ xuất hiện trong vùng đất của quốc gia Chăm Pa cổ xưa.
Từ LAK có từ tương đồng LAC. Theo các già làng ở vùng cao nguyên cũng cho rằng từ LAC là phiên âm của từ LẠCH. Theo dân gian thì người Lạch là các nhà buôn và trao đổi hàng hóa gốm xứ ở vùng cao nguyên (thương gia người dân tộc Lạch) trong thời Chăm Pa cổ. Các sử thi như sử thi Đăm Săn cũng nói về người Lạch.
Từ DAKLAK hay DARLAC hoặc ĐẠ LẠCH ý nói như vùng đất hay địa bàn mà người Lạch hay trao đổi hàng hóa tại đây.
Đắk Lắk (còn ghi theo tiếng Pháp là Darlac) được thành lập theo nghị định ngày 22 tháng 11 năm 1904 của Toàn quyền Đông Dương và tách khỏi Lào, đặt dưới quyền cai trị của Khâm sứ Trung Kỳ. Trước đó, vào cuối thế kỷ 19, Darlac thuộc địa phận đại lý hành chính Kontum và bị Pháp nhập vào Lào.
Đến ngày 9 tháng 2 năm 1913 thì tỉnh này trở thành một đại lý hành chính trực thuộc tỉnh Kon Tum được thành lập cùng ngày. Mãi đến ngày 2 tháng 7 năm 1923, tỉnh Đắk Lắk mới được thành lập lại. Lúc mới thành lập, Đắk Lắk chưa chia huyện, tổng mà chỉ có đơn vị làng (còn gọi là buôn hay bon), người Ê Đê có 151 làng, người Bih có 24 làng, người Gia Rai có 11 làng, người Krung có 28 làng, người M'dhur có 120 làng, người M'Nông có 117 làng, người Xiêm có 1 làng. Năm 1931, trong cuộc cải cách hành chính toàn Đông Dương, tỉnh Đắk Lắk được chia làm 5 quận, gồm có Ban Mê Thuột, Buôn Hồ, Đăk Song, Lăk và M'Drắk, dưới có 440 làng.

## Giai đoạn 1945 - 1954

### Về phíaQuốc gia Việt Nam
Ngày 15 tháng 4 năm 1950, Bảo Đại ban hành Dụ số 6 đặt Cao nguyên Trung phần, trong đó có Đắk Lắk, làm Hoàng triều Cương thổ, có quy chế cai trị riêng.

## Giai đoạn 1954 - 1975

### Về phíaQuốc gia Việt NamvàViệt Nam Cộng hòa

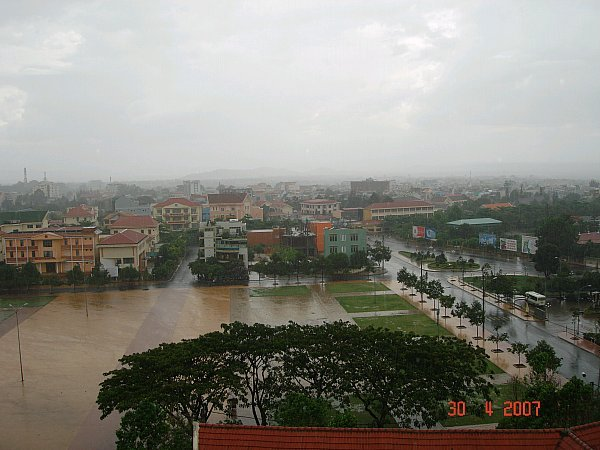
Quảng trường trung tâm ở Buôn Ma Thuột

#### TỉnhĐắk Lắk
Ngày 26 tháng 1 năm 1957, Bộ trưởng Nội vụ Việt Nam Cộng hòa ban hành Nghị định số 27-BNV/HC/NĐ. Theo đó, thị trấn Ban Mê Thuột được đổi thành xã thường.
Ngày 8 tháng 8 năm 1957, Bộ trưởng Nội vụ Việt Nam Cộng hòa ban hành Nghị định số 258-BNV/HC/NĐ. Theo đó, cải tổ thị trấn Ban Mê Thuột thành một xã, lấy tên là xã Lạc Giao, thuộc quận Ban Mê Thuột. Địa hạt và gianh giới xã Lạc Giao là địa hạt và gianh giới của thị trấn Ban Mê Thuật cũ.
Ngày 2 tháng 7 năm 1958, Bộ trưởng Nội vụ Việt Nam Cộng hòa ban hành Nghị định số 356-BNV/HC/NĐ. Theo đó, tỉnh Darlac (tỉnh lỵ Banmêthuột), gồm các đơn vị hành chánh kể sau đây:
| Đơn vị hành chánh của tỉnh Darlac | Đơn vị hành chánh của tỉnh Darlac | Đơn vị hành chánh của tỉnh Darlac |
| Số thứ tự                         | Quận                              | Tổng, xã |
| --------------------------------- | --------------------------------- | --- |
| 1                                 | Banmêthuột                        | - Tổng Ea Tam, gồm các xã: Lạc Giao, Cư Ebu Mathuột, Ea Mdhar Mathuột, Cư Kplong Mathuột, Ea Kmat Mathuột, Kmrong Prong Mathuột, Cuôr Dàng Mathuột, Cư Mgar Mathuot, Ea Adrong Mathuột, Chi Lăng. - Tổng Cư Keh, gồm các xã: Ea Hneh Mathuột, Ea Poc Mathuột, Ea Adinh Mathuột, Cư Minh Mathuột. - Tổng Cư Ewi, gồm các xã: Ea Puôr Mathuột, Ea Ktur Mathuôt, Cư Enun Mathuột, Ea Kwang Mathuột, Ea Enaih Mathuột, Ea Yông Mathuột. - Tổng Drai Sap, gồm các xã: Cư Edru Mathuot, Ea Knir Mathuot, Ea H'Bông Mathuột, Thọ Thành, Ea Ana Mathuột. |
| 2                                 | Lạc Thiện                         | - Tổng Dak Lieng, gồm các xã: Lak M'trung, Lak Dak Bong, Lak Ea Nue. - Tổng Yang Lak, gồm các xã: Lak M bun, Lak Dak Pok, Lak Yang Tac. - Tổng Krong Ana, gồm các xã: Lak Cuor La, Lak Ea Trun, Muan, Kim Châu Phát. - Tổng Krong Bong, gồm các xã: Lak Cư Yang Dam, Lak Man, Lak Ea Gam, Lak Cư Phiang. - Tổng Dak Phoi, gồm các xã: Lak Krai Lang, Lak Yo M’bieng. - Tổng Dak Rohhyo, gồm các xã: Lak Yuk Rola, Lak Dak ropuh. - Tổng Nam Ka, gồm các xã: Lak Fa Kbin, Lak M’dơt.                                                              |
| 3                                 | M’drack                           | - Tổng Krong Jing, gồm các xã: Fa K’sung, Ea Pal. - Tổng Krong Hing, gồm các xã: Ea Trang, Cu Pai, Ea M’dual. - Tổng Ea Bar, gồm các xã: Ea Hmlai, Cư Kmru, Cư Kra Ale. - Tổng Krong Pa, gồm các xã: Ea Pak, Ea Truol, Ea L'bon, Ea Bir. |
| 4                                 | Daksong                           | - Tổng Dak Mil, gồm các xã: Dak Cư Jut, Dak Mam. - Tổng Dak Thọc, gồm các xã: Dak Sor, Dak Drung, Đắc Minh. |
| 5                                 | Buôn Hồ                           | - Tổng Cư Dlieya, gồm các xã: Hà Lan, Buôn Hồ, Hô Gier, Hô Klat. - Tổng Cư Kuk, gồm các xã: Ma Rong Ho, Ho Sinh, Ho Krong Buk. - Tổng Cư Kti, gồm các xã: Buon Adrong, Buon Suk Drah, Buon Wing, Buon Drai Si, Buon Fa Sah. - Tổng Cư Dré, gồm các xã: Buon Châm, Buon Ken, Hmek, Buon Blec. |
| Tổng cộng                         | 5 quận                            | 21 tổng, 77 xã |

Ngày  23 tháng 1 năm 1959, Tổng thống Việt Nam Cộng hòa ban hành Nghị định số 24/NV. Theo đó, chuyển toàn địa phận quận Dak Song, trừ tổng Dak Klao ở phía bắc và một phần quận Lạc Thiện thuộc tỉnh Darlac về tỉnh Quảng Đức mới lập.
Ngày 20 tháng 2 năm 1959, Tổng thống Việt Nam Cộng hòa ban hành Sắc lệnh số 36-a/NV. Theo đó, địa điểm dinh điền Quảng Nhiêu thành xã Quảng Nhiêu, thuộc quận Banmêthuột, tỉnh Darlac và địa điểm dinh điền Đạt Lý thành xã Đạt Lý, thuộc quận Banmêthuột, tỉnh Darlac.
Ngày 17 tháng 3 năm 1959, Tổng thống Việt Nam Cộng hòa ban hành Sắc lệnh số 65-NV. Theo đó, chuyển một phần đất của tổng Cư Dlieya (nguyên thuộc quận Buôn Hồ, tỉnh Darlac), hai tổng Ea Bar và Krong Pa (nguyên thuộc quận M’Drack, tỉnh Darlac) về quận Phú Đức của tỉnh Phú Yên.
Ngày 17 tháng 4 năm 1959, Tổng thống Việt Nam Cộng hòa ban hành Sắc lệnh số 94-NV. Theo đó, chuyển 2 tổng Krong Jing và Krong Hing (nguyên thuộc quận M’Drack, tỉnh Darlac) về quận Ninh Hòa của tỉnh Khánh Hòa.
Ngày 23 tháng 3 năm 1962, Tổng thống Việt Nam Cộng hòa ban hành Sắc lệnh số 60-NV. Theo đó, sáp nhập vào tỉnh Quảng Đức một phần đất của tỉnh Darlac ấn định như sau: phía tây bắc, phía tây và phía nam: tiếp giáp sông Ea Krông Knô từ tọa độ ZU 256.787 tới tọa độ AP 783.599; phía bắc: dọc theo bờ phía nam sông Ea Kr Buong Trai từ tọa độ ZU 256.787 đến tọa độ AP 759.787 và bờ phía nam sông Ea Krong Ana từ tọa độ AP 759.787 đến AP 764.786; phía đông: dọc theo bờ phía tây sông Ea Krong Ana từ tọa độ AP 764.786 đến tọa độ AP 772.738 thẳng tới tọa độ AP 772.729, tọa độ AP 770.717, tọa độ AP 772.692, tọa độ 790.660 và tọa độ AP 783.599.
Ngày 1 tháng 9 năm 1962, Tổng thống Việt Nam Cộng hòa ban hành Sắc lệnh số 186-NV. Theo đó, chuyển một phần đất của xã Buôn Ken Hmek thuộc tỉnh Darlac về xã Plei Kueng Thu của tổng Chutse quận Phú Thiện tỉnh Phú Bổn, chuyển một phần đất của xã Hô Klat thuộc tỉnh Darlac về xã Đức Lộc của tổng Phú Mỹ quận Phú Túc tỉnh Phú Bổn, chuyển một đất của hai xã Buôn Cham và Buôn Blec thuộc tỉnh Darlac về xã Bon Huing của tổng Trung quận Thuần Mẫn tỉnh Phú Bổn, chuyển một phần đất của ba xã Buôn Blec, Buôn Suk Drah và Hô Klat thuộc tỉnh Darlac về xã Bon Hiao của tổng Trung quận Thuần Mẫn tỉnh Phú Bổn.
Ngày 10 tháng 10 năm 1962, Tổng thống Việt Nam Cộng hòa ban hành Sắc lệnh số 193-NV. Theo đó, chuyển tổng Cư Dré (trước thuộc tỉnh Darlac), gồm các xã: Buôn Ken Hmek, Buôn Cham về quận Phú Nhơn mới lập tỉnh Pleiku.
Ngày 4 tháng 7 năm 1963, Tổng thống Việt Nam Cộng hòa ban hành Nghị định số 527-NV. Theo đó, các địa điểm dinh điền tại Darlac có tên dưới đây, nay lập thành xã: địa điểm dinh điền Tân Điền thành xã Tân Điền thuộc quận Banméthuột, tỉnh Darlac; địa điểm dinh điền Đạt Hiếu thành xã Đạt Hiếu thuộc quận Buôn Hồ tỉnh Darlac.
Ngày 17 tháng 12 năm 1963, Thủ tướng Chánh phủ Lâm thời Việt Nam Cộng hòa ban hành Nghị định số 242-TTP/ĐUHC. Theo đó, thiết lập tại tỉnh Darlac một cơ sở phái viên hành chánh lấy tên là cơ sở phái viên hành chánh An Tram, trụ sở đặt tại An Tram, trực thuộc quận Lạc Thiện. Phạm vi hoạt động của cơ sở phái viên hành chánh An Tram gồm 3 xã: Lak Yuk Rola, Lak Dak Ropuh, Lak Yo M’Bieng.
Ngày 20 tháng 12 năm 1963, Thủ tướng Chánh phủ Lâm thời Việt Nam Cộng hòa ban hành Nghị định số 262-TTP/ĐUHC. Theo đó, thành lập tại tỉnh Darlac một quận mới lấy tên là quận Phước An, quận lỵ đặt tại Phước Trạch. Địa giới quận Phước An gồm có: tổng Cư Kuk, gồm 3 xã: Ho Krong Buk (trước thuộc quận Buôn Hồ), Cư Enun Mathuôt, Ea Yông Mathuột (hai xã này trước thuộc quận Banméthuột); tổng Krong Bong, gồm 5 xã của quận Lạc Thiện: Lak Cư Priang, Lak Ea Gam, Lak Cư Yang Dam, Lak Man, Lak Cuor La (trước thuộc tổng Krong Ana).
Ngày 4 tháng 4 năm 1964, Thủ tướng Chánh phủ Việt Nam Cộng hòa ban hành Nghị định số 701-NV. Theo đó, dời quận lỵ Banmêthuột (tỉnh Darlac) đến buôn Sut Mgrư, xã Ea Pôc Mathuột.
Ngày 11 tháng 9 năm 1964, Thủ tướng Chánh phủ Việt Nam Cộng hòa ban hành Nghị định số 1717-NV. Theo đó, bãi bỏ cơ sở phái viên hành chánh An Tram, thuộc quận Lạc Thiện, tỉnh Darlac. Nay thành lập cơ sở phái viên hành chánh Buôn Trăp, trực thuộc quận Ban Mê Thuột trụ sở đặt tại buôn M’Blơt. Phạm vi hoạt động của cơ sở phái viên hành chánh Buôn Trăp, gồm 2 xã: Ea Ana và Ea HBong.
Ngày 22 tháng 7 năm 1965, Chủ tịch Ủy ban Hành pháp Trung ương Việt Nam Cộng hòa ban hành Nghị định số 1128-NV. Theo đó, bãi bỏ cơ sở phái viên hành chính Buôn Trăp thuộc quận Ban Mê Thuột, tỉnh Darlac. Hai xã Ea Ana và Ea Hbong trước thuộc phạm vi kiểm soát của cơ sở hành chánh nói trên, nay được trực thuộc tổng Drai Sap, quận Ban Mê Thuột.
Ngày 1 tháng 9 năm 1965, Chủ tịch Ủy ban Hành pháp Trung ương Việt Nam Cộng hòa ban hành Nghị định số 1591-NĐ/ĐVHC. Theo đó, dời quận lỵ Phước An thuộc tỉnh Darlac từ Phước Trạch đến Thuận Hiếu. Sau này lại bỏ cấp tổng, nên chỉ còn cấp quận (4 quận) và xã.
| Dân số tỉnh Darlac 1967 | Dân số tỉnh Darlac 1967 |
| Quận                    | Dân số                  |
| ----------------------- | ----------------------- |
| Ban Mê Thuột            | 95.664                  |
| Buôn Hô                 | 31.527                  |
| Lạc Thiện               | 19.456                  |
| Phước An                | 10.887                  |
| Tổng số                 | 157.534                 |

Ngày 20 tháng 3 năm 1970, Thủ tướng Chính phủ Việt Nam Cộng hòa ban hành Nghị định số 314-NĐ/NV. Theo đó, sáp nhập: xã M’Rong Hô thuộc quận Buôn Hồ tỉnh Darlac vào quận Phước An cùng tỉnh; xã Kim Châu Phát thuộc quận Lạc Thiện tỉnh Darlac vào quận Ban Mê Thuột cùng tỉnh.

#### TỉnhPhú Yên
Ngày 27 tháng 5 năm 1958, Bộ trưởng Nội vụ Việt Nam Cộng hòa ban hành Nghị định số 263-BNV/HC/P6. Theo đó, tỉnh Phú Yên (tỉnh lỵ Tuy Hòa), gồm các đơn vị hành chánh kể sau đây:
| Đơn vị hành chánh của tỉnh Phú Yên | Đơn vị hành chánh của tỉnh Phú Yên | Đơn vị hành chánh của tỉnh Phú Yên |
| Số thứ tự                          | Quận                               | Xã |
| ---------------------------------- | ---------------------------------- | --- |
| 1                                  | Tuy Hòa (quận lỵ Tuy Hòa)          | Các xã: Tuy Hòa, Hòa Kiến, Hòa Trị, Hòa Quang, Hòa Định, Hòa Thắng, Hòa Thành, Hòa Vinh, Hòa Hiệp, Hòa Xuân, Hòa Tân, Hòa Bình, Hòa Đồng, Hòa Mỹ, Hòa Phong, Hòa Thịnh.                                             |
| 2                                  | Sông Cầu (quận lỵ Sông Cầu)        | Các xã: Xuân Phương, Xuân Thọ, Xuân Lộc, Xuân Cảnh, Xuân Thịnh. |
| 3                                  | Đồng Xuân (quận lỵ La Hai)         | Các xã: Xuân Long, Xuân Sơn, Xuân Lãnh, Xuân Phước (kể cả làng Phước Tân tạm thuộc tỉnh Pleiku mới qui hoàn), Xuân Quang.                                                                                           |
| 4                                  | Tuy An (quận lỵ Chí Thạnh)         | Các xã: An Chấn, An Mỹ, An Hòa, An Hiệp, An Cư, An Hải, An Thạch, An Dân, An Nghiệp, An Định, An Linh, An Thọ, An Xuân.                                                                                             |
| 5                                  | Sơn Hòa (quận lỵ Củng Sơn)         | Các xã: Sơn Bình (kể cả Buôn, Thung, Ma Sơn tạm thuộc tỉnh Darlac và Buôn, Xã Thu, Xã Năm, Ale, Cho, Khom tạm thuộc tỉnh Pleiku mới qui hoàn), Sơn Hà, Sơn Thành, Sơn Xuân, Sơn Long, Sơn Định, Sơn Hội, Sơn Phước. |
| Tổng cộng                          | 5 quận                             | 48 xã |

Ngày 13 tháng 9 năm 1958, Bộ trưởng Nội vụ Việt Nam Cộng hòa ban hành Nghị định số 511-BNV/HC/P7/NĐ. Theo đó, sáp nhập thôn Lỗ Diêu thuộc xã Xuân Phương, quận Sông Cầu, tỉnh Phú Yên, vào xã Xuân Lãnh, quận Đồng Xuân cùng tỉnh.
Ngày 17 tháng 3 năm 1959, Tổng thống Việt Nam Cộng hòa ban hành Sắc lệnh số 65-NV. Theo đó, lập một quận mới gọi là quận Phú Đức và đặt thuộc tỉnh Phú Yên. Quận này gồm: một phần đất phía Đông Nam Cheo Reo (nguyên thuộc tỉnh Pleiku); một phần đất của tổng Cư Dlieya (nguyên thuộc quận Buôn Hồ, tỉnh Darlac); hai tổng Ea Bar và Krong Pa (nguyên thuộc quận M’Drack, tỉnh Darlac); hai xã Sơn Thành, Sơn Bình (nguyên thuộc quận Sơn Hòa, tỉnh Phú Yên). Quận lỵ Phú Đức đặt tại Phú Bản.
Ngày 21 tháng 5 năm 1959, Tổng thống Việt Nam Cộng hòa ban hành Sắc lệnh số 120-NV. Theo đó, sáp nhập vào quận Đồng Xuân, tỉnh Phú Yên, một phần đất của tổng la Piao (nguyên thuộc quận Cheo Reo, tỉnh Pleiku).
Ngày 21 tháng 5 năm 1959, Tổng thống Việt Nam Cộng hòa ban hành Sắc lệnh số 121-NV. Theo đó, sáp nhập vào quận Sơn Hòa, tỉnh Phú Yên, các xã kể sau thuộc quận Cheo Reo, tỉnh Pleiku: xã Bon Ngol, thuộc tổng Bac; xã Bon Mahiu, thuộc tổng Bac; xã Bon Ma Hluk (5 ấp còn lại), thuộc tổng Sông Ba M’La; xã Bon Du Hop, thuộc tổng Sông Ba M’La; xã Bon Xa Gai, thuộc tổng Sông Cà Lúi; xã Bon Ma Nhe, thuộc tổng Sông Cà Lúi; xã Bon Ma Nhiu, thuộc tổng Bon Marok; xã Phú Cần (không thuộc tổng nào); xã Quang Hiển (không thuộc tổng nào).
Ngày 28 tháng 4 năm 1960, Tổng thống Việt Nam Cộng hòa ban hành Nghị định số 541-BNV/NC8/NĐ. Theo đó, quận Phú Đức (quận lỵ Phú Bản) thuộc tỉnh Phú Yên gồm các đơn vị hành chánh sau đây:
- Tổng Phú Hòa (Ea Bar, trước thuộc quận M’Drack, tỉnh Darlac), gồm các xã: Đức Thắng (Ea Hmlai), Đức Hòa (Cư Kmrô), Đức An (Cư Kra Alê).
- Tổng Phú Trung (Krông Pa, trước thuộc quận M’Drack tỉnh Darlac), gồm các xã: Đức Dũng (Ea Pak), Đức Nghĩa (Ea Bir), Đức Trung (Ea Truôi), Đức Hiệp (Ea Lo Bơn).
- Tổng Phú Mỹ (Ma Nga, trước thuộc quận Cheo Reo, tỉnh Pleiku), gồm các xã: Đức Mỹ (Bon Ma Nga), Đức Trị (Bon Chuanh), Đức Hưng (Bon Tring, thêm một phần xã Bon Maluk cũ), Đức Thịnh (Bon Hnguôm, nguyên là một phần đất của xã Bon Marok cũ), Đức Lộc (Bon Bum Bum thêm vùng Hô Klak của Darlac).
- Không có tổng gồm các xã: Đức Thành (Sơn Thành, nguyên là xã Sơn Thành cũ quận Sơn Hòa đã bớt thôn Phong Hậu, nhưng có thêm thôn Nhiễu Giang của xã Sơn Hà quận Sơn Hòa), Đức Bình (xã mới thành lập gồm có thôn Chí Thán và thôn Tuy Bình, trước thuộc xã Sơn Bình, quận Sơn Hòa).
- Tổng cộng: 3 tổng, 14 xã.
- Xã Sơn Bình (trừ thôn Chí Thán và vùng Tuy Bình) vẫn thuộc quận Sơn Hòa.
- Thôn Phong Hậu, nguyên thuộc xã Sơn Thành, nay sáp nhập vào xã Sơn Hà, quận Sơn Hòa.

Ngày 5 tháng 7 năm 1960, Tổng thống Việt Nam Cộng hòa ban hành Nghị định số 792-BNV/NC8/NĐ. Theo đó, quận Sơn Hòa (quận lỵ Củng Sơn) thuộc tỉnh Phú Yên gồm các xã sau đây: Sơn Bình, Sơn Phước, Sơn Định, Sơn Hà, Sơn Hội, Sơn Long, Sơn Xuân, Sơn Hiếu (nguyên là các phần đất của xã Ma Hiu, quận Cheo Reo, tỉnh Pleiku), Sơn Thịnh (nguyên là các phần đất của xã Bon Ngol và xã Marok, quận Cheo Reo, tỉnh Pleiku), Sơn Phú (nguyên là các phần đất của xã Ma Nhiu và xã Phú Cần, quận Cheo Reo, tỉnh Pleiku), Sơn Quang (nguyên là các phần đất của xã Xa Gai, xã Quang Hiển và xã Ma Nhe, quận Cheo Reo, tỉnh Pleiku), Sơn Hợp (nguyên là các phần đất của xã Du Hop, quận Cheo Reo, tỉnh Pleiku), Sơn Lộc (nguyên là các phần đất của xã Ma Hluk, quận Cheo Reo, tỉnh Pleiku).
Ngày 1 tháng 8 năm 1961, Tổng thống Việt Nam Cộng hòa ban hành Nghị định số 743-NV. Theo đó, sáp nhập xã Đức Thành thuộc quận Phú Đức, tỉnh Phú Yên, vào quận Tuy Hòa cùng tỉnh.
Ngày 12 tháng 7 năm 1962, Tổng thống Việt Nam Cộng hòa ban hành Nghị định số 723-NV. Theo đó, thành lập tại tỉnh Phú Yên một quận mới lấy tên là quận Hiếu Xương, quận lỵ đặt tại Hòa Phong. Địa giới quận Hiếu Xương gồm 7 xã: Đức Thành, Hòa Đồng, Hòa Thịnh, Hòa Phong, Hòa Mỹ, Hòa Tân, Hòa Bình.
Ngày 1 tháng 9 năm 1962, Tổng thống Việt Nam Cộng hòa ban hành Sắc lệnh số 186-NV. Theo đó, chuyển một phần đất của xã Sơn Thịnh và tổng Ia Piao thuộc tỉnh Phú Yên vào xã Plei Rngol Marin tổng Ia Piao quận Phú Thiện tỉnh Phú Bổn. Chuyển tổng Phú Mỹ (gồm 5 xã: Đức Thịnh, Đức Trị, Đức Mỹ, Đức Lộc, Đức Hưng) và xã Đức An của tổng Phú Hòa quận Phú Đức, 6 xã: Sơn Thịnh, Sơn Hiếu, Sơn Quang, Sơn Phú, Sơn Hiệp, Sơn Lộc (về tổng Đức Bình mới lập) của quận Sơn Hòa tỉnh Phú Yên về quận Phú Túc tỉnh Phú Bổn mới lập. Chuyển một phần đất của xã Đức Trị tổng Phú Mỹ quận Phú Đức tỉnh Phú Yên về xã Bon Khan tổng Ia Robol quận Thuần Mẫn tỉnh Phú Bổn.
Ngày 21 tháng 12 năm 1963, Thủ tướng Chánh phủ Lâm thời Việt Nam Cộng hòa ban hành Nghị định số 304-TTP/ĐUHC. Theo đó, sáp nhập vào quận Hiếu Xương 4 xã: Hòa Thành, Hòa Hiệp, Hòa Vinh, Hòa Xuân của quận Tuy Hòa và sáp nhập vào quận Tuy Hòa 2 xã: An Thọ và An Chấn của quận Tuy An.
Ngày 27 tháng 4 năm 1965, Thủ tướng Chánh phủ Việt Nam Cộng hòa ban hành Nghị định số 678-NV. Theo đó, cải biến quận Phú Đức (tỉnh Phú Yên) thành cơ sở phái viên hành chánh đặt trực thuộc quận Sơn Hòa cùng tỉnh. Trụ sở phái viên hành chánh Phú Đức đặt tại Tuy Bình (xã Đức Bình). Quản hạt cơ sở phái viên hành chánh Phú Đức, gồm toàn thể các xã nguyên thuộc quận Phú Đức.
Ngày 8 tháng 1 năm 1969, Thủ tướng Chánh phủ Việt Nam Cộng hòa ban hành Nghị định số 15-NĐ/NV. Theo đó, bãi bỏ cơ sở phái viên hành chánh Phú Đức trực thuộc quận Sơn Hòa, tỉnh Phú Yên. Các xã nguyên thuộc cơ sở phái viên hành chánh Phú Đức nay được đặt trực thuộc quận Sơn Hòa cùng tỉnh.

### Về phíaMặt trận Dân tộc Giải phóng miền Nam Việt NamvàCộng hòa miền Nam Việt Nam[32]
Tháng 12 năm 1960, Chính phủ cách mạng chính thức thành lập tỉnh Quảng Đức dựa trên sự phân chia ranh giới của địch, lấy mật danh là B4.

## Giai đoạn 1975 - 2025

### TỉnhĐắk Lắk
Tỉnh Đắk Lắk của nước Việt Nam thống nhất từ năm 1976 hình thành từ hai tỉnh Darlac và Quảng Đức, có diện tích lớn thứ hai Việt Nam sau tỉnh Gia Lai - Kon Tum, tổ chức hành chính trên địa bàn gồm thị xã Buôn Ma Thuột và 3 huyện: Krông Búk, Krông Pắc, Lăk. Tỉnh chỉ lớn nhất nước khi tỉnh Gia Lai - Kon Tum tách làm đôi, khi đó Đắk Lắk diện tích 19.800 km². Số huyện tăng dần cho đến 18 huyện.
Năm 1977, chia huyện Krông Búk thành 2 huyện: Krông Búk và Ea Súp; chia huyện Krông Pắc thành 2 huyện: Krông Pắc và M'Drắk.
- Huyện Krông Búk gồm có các xã: Cù Né, Ea Dul, E Đê, Ea Rơng, Thống Nhất, Ea Hồ, Cù Bao, Cur Đăng và Bình Thuận
- Huyện Ea Súp gồm có các xã: Ea Poc, Quảng Phú, Ea H’Din, Ea Sup, Krông Na, Cù Sê, Kinh Tế Mới Và Xóm A
- Huyện Krông Pắc gồm có các xã: Ea Ka, Krông Buk, Ea Kuang, Ea Yông, Hòa Thuận, Hòa An, Ea Ktur, Ea Knuèc, EaBhôk, Cù Kti, Hòa Hiệp, Ea Yiêng, Khuê Ngọc Điền, Ea Trul, Hòa Lễ, Hòa Sơn, Krông Bông, Cù Piăng, Cù Nun, Cù Ti B và kinh tế mới
- Huyện M’Drăk gồm có các xã Krông Yin và Ea Trang

Năm 1978, thành lập một số xã thuộc các huyện Krông Búk, Krông Pắc, M'đrắk và thị xã Buôn Ma Thuột.
- Thành lập xã Hòa Thành, xã Hòa Tân và xã Hòa Phong, huyện Krông Pắc.
- Thành lập xã Cứ M'ta, huyện M'đrăk.
- Thành lập xã Krông Năng, xã Phú Xuân, xã Cư Pông và xã Phú Lộc, huyện Krông Búk.
- Thành lập xã Cuôr Knia, thị xã Buôn Ma Thuột trên cơ sở vùng kinh tế mới Cuôr Knia.

Năm 1980, thành lập một số xã thuộc huyện Ea Súp. Cùng năm, chia huyện Krông Búk thành 2 huyện: Krông Búk và Ea H'leo.
- Huyện Krông Búk gồm có các xã Cu Nê, Ea TuL, Ea Rơng, Thống Nhất, Ea Hô, Cu Bao, Cuôr Đăng, Bình Thuận, Phú Xuân, Phú Lộc, Cu Pông, Krông Năng, Pông Drang, Đoàn Kết, Dliê Ya và Tam Giang.
- Huyện Ea H'Leo gồm có các xã Ea SoL, Ea H'Leo, Ea KhaL và Dliê Yang.
- Thành lập xã Ea Tar và xã Cư M'gar, huyện Ea Súp.

Năm 1981, chia tách một số xã thuộc các huyện Krông Pắc, Ea H'leo. Cùng năm, thành lập huyện Krông Ana trên cơ sở tách ra từ huyện Krông Pắc và thị xã Buôn Ma Thuột; chia huyện Krông Pắc thành 2 huyện: Krông Pắc và Krông Bông.
- Huyện Krông Ana gồm các xã Ea Bông, Ea Na, Ea Tiêu, Quảng Điền, Hiệp Hoà, Ea Ehok, Ea Ktur.
- Huyện Krông Bông gồm các xã Ea Trul, Hoà Sơn, Khuê Ngọc Điền, Krông Bông, Hoà Lễ, Hoà Phong, Hoà Tân, Hoà Thành, Cư Kty, Ea Yiêng.
- Huyện Krông Pắc gồm các xã Ea Kar, Krông Búk, Ea Kuăng, Ea Yông, Ea Knuéc, Hoà Tiến, Hoà An, Ea Uy.

Năm 1983, chia tách một số xã thuộc huyện Krông Pắc: chia xã Ea Kuăng thành 3 xã Ea Kuăng, Ea Phê, Ea Niu.
Năm 1984, chia tách một số xã thuộc các huyện Krông Búk, Lắk, Ea Súp, Ea H'leo. Cùng năm, chia huyện Ea Súp thành 2 huyện: Ea Súp và Cư M'gar., thành lập một số xã, thị trấn thuộc các huyện Cư M'gar, Krông Ana.
- Thành lập xã Buôn Triết và xã Buôn Trìa, huyện Lắk trên cơ sở toàn bộ xã Yang Bung.
- Thành lập xã Ea Lê và xã Ea Bung, huyện Ea Súp trên cơ sở một phần xã Ea Súp.
- Thành lập xã Ea Ral, huyện Ea H'leo trên cơ sở một phần xã Ea Khal.
- Thành lập các xã Ea Hiao, huyện Ea H'leo trên cơ sở một phần xã Ea Soi.
- Thành lập các xã Ea Blang và thị trấn Buôn Hồ, huyện Krông Búk trên cơ sở một phần xã Đoàn Kết.
- Huyện Ea Sup gồm có 4 xã Ea Sup, Krông Na, Ea Lê, Ea Bung.
- Huyện Cư M'gar gồm có 8 xã Quảng Phú, Cu Mgar, Cu Suê, Ea Pôc, Ea H'ding, Ea Ta, Cuôr Dăng, Ea Tul.
- Thành lập xã Đur Kmăn và thị trấn Buôn Trấp, huyện Krông Ana trên cơ sở một phần xã Ea Bông.
- Thành lập xã Bình Hòa, huyện Krông Ana trên cơ sở một phần xã Quảng Điền.
- Thành lập thị trấn nông trường Ea Pốk, huyện Cư M'gar trên cơ sở toàn bộ xã Ea Pốk

Năm 1986, chia tách một số xã thuộc huyện Krông Pắc. Cùng năm, thành lập huyện Ea Kar trên cơ sở tách ra từ 2 huyện Krông Pắc và M'Drắk.
- Sáp nhập một phần xã Krông Búk, huyện Krông Pắc vào xã Ea Kar.
- Huyện Ea Kar gồm xã Ea Kar, xã Ea Păn, xã Cư Jiang và thị trấn Ea Knốp.

Năm 1987, chia tách một số xã thuộc huyện Krông Bông.. Cùng năm, chia huyện Krông Búk thành 2 huyện: Krông Búk và Krông Năng.
- Thành lập xã Cư Bui, xã Cư Drăm và  xã Yang Mao, huyện Krông Bông trên cơ sở toàn bộ xã Krông Bông.

Năm 1989, thành lập một số xã, thị trấn thuộc thị xã Buôn Ma Thuột và các huyện Ea Kar, Krông Năng, M'đrắk.
Năm 1990, chia tách một số xã thuộc các huyện Krông Pắc và Ea Súp. Cùng năm, điều chỉnh địa giới thị xã Buôn Ma Thuột và huyện Đắk Mil.
- Thành lập huyện Cư Jút gồm 5 xã: Ea T'ling, Tâm Thắng, Trúc Sơn, Ea Po, Nam Dong thuộc thị xã Buôn Ma Thuột và xã Đắk Lao thuộc huyện Đắk Mil

Năm 1992, chia tách một số xã thuộc các huyện Krông Búk, M'đrắk, Krông Bông.
- Thành lập xã Kang Dang, huyện Krông Bông trên cơ sở một phần xã Cư Kty. Xã Dang Kang có 1.950 ha diện tích tự nhiên với 3.526 nhân khẩu. Xã Cư Kty có 2.820 ha diện tích tự nhiên với 2.886 nhân khẩu
- Thành lập xã Ea Siên, huyện Krông Búk trên cơ sở một phần các xã Ea Drông, Bình Thuận, Thống Nhất, Ea Blang. Xã Ea Siên có 3.400 ha diện tích tự nhiên với 2.750 nhân khẩu.
- Thành lập xã Đắk Drông, huyện Cư Jút trên cơ sở một phần xã Nam Dong.
- Thành lập thị trấn Ea Tling, huyện Cư Jút trên cơ sở một phần xã Ea Tling.
- Sáp nhập phần còn lại xã Ea Tling, huyện Cư Jút vào xã Trúc Sơn
- Thành lập xã Đắk Sin, huyện Đắk R'lấp trên cơ sở một phần xã Đạo Nghĩa và xã Quảng Tín.

Năm 1993, chia tách một số xã thuộc các huyện Ea Hleo, Ea Súp, M'đrắk, Cư M'gar, Ea Kar, Krông Ana.
Năm 1994, thành lập một số xã thuộc thị xã Buôn Ma Thuột và các huyện Ea Kar, Krông Pắc.
Năm 1995, thành lập thành phố Buôn Ma Thuột và điều chỉnh địa giới hành chính giữa thành phố với các huyện Cư Jút, Ea Súp, Krông Pắc. Cùng năm, chia tách một số xã thuộc huyện Ea Súp và chia huyện Ea Súp thành 2 huyện: Ea Súp và Buôn Đôn.
- Thành lập phường Ea Tam, thành phố Buôn Ma Thuột trên cơ sở toàn bộ xã Ea Tam.
- Thành lập phường Khánh Xuân, thành phố Buôn Ma Thuột trên cơ sở một phần xã Hòa Khánh và xã Hòa Xuân.
- Sáp nhập toàn bộ xã Cuôr Knia, xã Ea Bar và một phần xã Ea Nuôl, thành phố Buôn Ma Thuột vào huyện Ea Súp. Sáp nhập phần còn lại của xã Ea Nuôl vào phường Thống Nhất.
- Sáp nhập toàn bộ xã Hòa Phú, xã Hòa Xuân và xã Hòa Khánh, thành phố Buôn Ma Thuột vào huyện Cư Jút
- Sáp nhập một phần xã Hòa Đông, thành phố Buôn Ma Thuột vào huyện Krông Pắc. Sáp nhập phần còn lại xã Hòa Đông, thành phố Buôn Ma Thuột vào phường Tân Lập.

Năm 1996, chia tách, thành lập các phường, xã, thị trấn thuộc thành phố Buôn Ma Thuột và các huyện Krông Pắc, M'đrắk.
- Thành lập các đơn vị hành chính cấp xã tại thành phố Buôn Ma Thuột:
  - Thành lập phường Tân Hòa và phường Tân An trên cơ sở một phần phường Tân Lập.
  - Thành lập phường Tân Lợi trên cơ sở một phần phường Thắng Lợi.
  - Thành lập phường Thành Nhất trên cơ sở một phần phường Thống Nhất.
- Thành lập các đơn vị hành chính cấp xã tại huyện Krông Pắc:
  - Thành lập xã Ea Kly và xã Vụ Bổn trên cơ sở một phần xã Krông Búk.
  - Đổi tên thị trấn Krông Pắc thành thị trấn Phước An.
- Thành lập xã Ea Lai và xã Cư Prao, huyện M'đrắk trên cơ sở một phần xã Krông Jing.

Năm 1998, chia tách thành lập một số xã, thị trấn thuộc các huyện Ea Súp, Cư M'gar, Krông Bông.
- Sắp xếp, thành lập một số đơn vị hành chính cấp xã thuộc huyện Ea Súp:
  - Thành lập xã Cư KBang trên cơ sở một phần xã Ea Lê. Xã Cư KBang có 8.060 ha diện tích tự nhiên và 2.435 nhân khẩu.
  - Thành lập thị trấn Ea Súp trên cơ sở một phần xã Ea Súp. Thị trấn Ea Súp có 1.350 ha diện tích tự nhiên và 5.882 nhân khẩu.
  - Sáp nhập một phần xã Ea Súp vào xã Ea Lê. Xã Ea Lê có 13.541 ha diện tích tự nhiên và 4.232 nhân khẩu.
  - Đổi tên xã Ea Súp thành xã Cư M'lan.
  - Thành lập xã Ia Lốp trên cơ sở một phần xã Ea Rốk. Xã Ia Lốp có 46.573 ha diện tích tự nhiên và 2.256 nhân khẩu.

Năm 1999, chia tách, thành lập một số xã, thị trấn thuộc các huyện Krông Búk, Krông Năng.
- Thành lập thị trấn Krông Năng, huyện Krông Năng trên cơ sở toàn bộ xã Krông Năng. Thị trấn Krông Năng có 2.483 ha diện tích tự nhiên và 9.098 nhân khẩu.
- Thành lập xã Chứ Kbô, huyện Krông Búk trên cơ sở một phần xã Pơng Drang. Xã Chứ Kbô có 6.295 ha diện tích tự nhiên và 7.957 nhân khẩu.
- Thành lập xã Ea Ngai, huyện Krông Búk trên cơ sở một phần xã Pơng Drang. Xã Ea Ngai có 3.545 ha diện tích tự nhiên và 3.339 nhân khẩu.

Năm 2001, chia tách, thành lập một số xã thuộc huyện Buôn Đôn.
- Sáp nhập một phần xã Ea Bar, huyện Buôn Đôn vào xã Cuôr Knia. Xã Ea Bar có 2.600 ha diện tích tự nhiên và 14.407 nhân khẩu. Xã Cuôr Knia có 7.728 ha diện tích tự nhiên và 16.215 nhân khẩu.
- Thành lập xã Tân Hòa, huyện Buôn Đôn trên cơ sở một phần xã Cuôr Knia. Xã Tân Hòa có 5.698 ha diện tích tự nhiên và 8.621 nhân khẩu.

Năm 2002, chia tách một số xã thuộc các huyện Cư M'gar, Ea Kar, Krông Ana, Krông Bông.
- Thành lập xã Quảng Hiệp, huyện Cư M'gar trên cơ sở một phần xã Ea M'dróh. Xã Quảng Hiệp có 5.470 ha diện tích tự nhiên và 10.092 nhân khẩu.
- Thành lập xã Yang Reh, huyện Krông Bông trên cơ sở một phần xã Ea Trul. Xã Yang Yeh có 2.939 ha diện tích tự nhiên và 4.110 nhân khẩu.
- Thành lập xã Băng A Drênh, huyện Krông Ana trên cơ sở một phần xã Dur Kmăl. Xã Dur Kmăl có 4.390 ha diện tích tự nhiên và 3.459 nhân khẩu.
- Thành lập 2 xã Cư Bông và Cư Yang trên cơ sở toàn bộ xã Cư Jiang. Xã Cư Bông có 8.885 ha diện tích tự nhiên và 4.064 nhân khẩu. Xã Cư Yang có 5.755 ha diện tích tự nhiên và 6.643 nhân khẩu.

Năm 2003, chia tách, thành lập một số xã thuộc các huyện Krông Ana, Krông Năng. Cùng năm, Quốc hội ra Nghị quyết số 22/2003/QH.11 chia tỉnh Đắk Lắk thành hai tỉnh mới là Đắk Lắk và Đắk Nông. Từ đó, tỉnh Đắk Lắk có 13 đơn vị hành chính gồm thành phố Buôn Ma Thuột và 12 huyện: Buôn Đôn, Cư M'gar, Ea H'leo, Ea Kar, Ea Súp, Krông Ana, Krông Bông, Krông Búk, Krông Năng, Krông Pắc, Lắk, M'đrắk.
- Sáp nhập một phần xã Ea Hiao, huyện Ea H'leo vào xã Dliê Ya, huyện Krông Năng. Sau khi sáp nhập:
  - Huyện Krông Năng có 62.033 ha diện tích tự nhiên và 103.708 nhân khẩu. Xã Dliê Ya có 18.253 ha diện tích tự nhiên và 17.829 nhân khẩu.
  - Huyện Ea H'leo còn lại 132.894 ha diện tích tự nhiên và 99.351 nhân khẩu. Xã Ea Hiao có 12.887 ha diện tích tự nhiên và 10.449 nhân khẩu.
- Thành lập xã Cư Klông, huyện Krông Năng trên cơ sở một phần xã Dliê Ya và xã Ea Tam. Xã Cư Klông có 7.683 ha diện tích tự nhiên và 4.036 nhân khẩu.
- Thành lập xã Ea Tan, huyện Krông Năng trên cơ sở một phần xã Dliê Ya. Xã Ea Tân có 5.353 ha diện tích tự nhiên và 8.681 nhân khẩu.
- Thành lập xã Dray Sáp, huyện Krông Ana trên cơ sở một phần xã Ea Na. Xã Dray Sáp có 3.950 ha diện tích tự nhiên và 8.049 nhân khẩu.
- Sau khi chia tách tỉnh. Tỉnh Đắk Lắk có diện tích tự nhiên là 1.306.201 ha và dân số hiện tại là 1.666.854 người, bao gồm: diện tích và số dân của thành phố Buôn Ma Thuột; huyện Ea Súp; huyện Buôn Đôn; huyện Cư M'Gar; huyện Krông Búk; huyện Ea H'Leo; huyện Krông Năng; huyện M'Drắk; huyện Ea Kar; huyện Krông Pắc; huyện Krông Bông; huyện Krông Ana; huyện Lắk; các xã Ea R'Bin và Nam Ka của huyện Krông Nô; các xã Hòa Khánh, Hòa Xuân và Hòa Phú của huyện Cư Jút. Tỉnh lỵ đặt tại thành phố Buôn Ma Thuột.

Năm 2004, điều chỉnh địa giới một số xã thuộc thành phố Buôn Ma Thuột và huyện Lắk.
- Sáp nhập toàn bộ xã Nam Ka và xã Ea R'bin thuộc huyện Krông Nô vào huyện Lắk. Huyện Lắk có 124.965 ha diện tích tự nhiên và 80.555 nhân khẩu, có 11 đơn vị hành chính trực thuộc, gồm 10 xã và 01 thị trấn.
- Sáp nhập toàn bộ 3 xã Hòa Khánh, Hòa Xuân và Hòa Phú thuộc huyện Cư Jút vào thành phố Buôn Ma Thuột. Thành phố Buôn Ma Thuột có 36.862 ha diện tích tự nhiên và 299.310 nhân khẩu, có 21 đơn vị hành chính trực thuộc, gồm 13 phường và 08 xã.

Năm 2005, chia tách một số xã thuộc các huyện Ea Kar, Krông Ana, Krông Năng.
- Thành lập xã Dray Bhăng, huyện Krông Ana trên cơ sở một phần xã Hòa Hiệp. Xã Dray Bhăng có 4.159 ha diện tích tự nhiên và 9.294 nhân khẩu.
- Thành lập một số đơn vị hành chính cấp xã thuộc huyện Ea Kar:
  - Thành lập xã Cư Prông trên cơ sở một phần xã Ea Păn. Xã Cư Prông có 6.417 ha diện tích tự nhiên và 3.528 nhân khẩu.
  - Đổi tên xã Ea Păn thành xã Ea Păl. Xã Ea Păl có 3.689 ha diện tích tự nhiên và 7.190 nhân khẩu.
  - Thành lập xã Cư Elang trên cơ sở một phần xã Ea Ô. Xã Cư Elang có 8.024 ha diện tích tự nhiên và 4.315 nhân khẩu.
- Thành lập một số đơn vị hành chính cấp xã thuộc huyện Krông Năng:
  - Thành lập xã Ea Dăh trên cơ sở một phần xã Phú Xuân và xã Tam Giang. Xã Ea Dăh có 5.224 ha diện tích tự nhiên và 5.361 nhân khẩu.
  - Thành lập xã Ea Puk trên cơ sở một phần xã Tam Giang. Xã Ea Puk có 4.376 ha diện tích tự nhiên và 3.791 nhân khẩu.

Năm 2006, chia tách một số xã thuộc các huyện Ea Súp, Ea H'leo, Krông Búk, Cư M'gar.
- Sắp xếp, thành lập một số đơn vị hành chính cấp xã thuộc huyện Krông Năng:
  - Thành lập xã Ia Jlơi trên cơ sở một phần xã Ia Lốp. Xã Ia Jlơi có 27.320 ha diện tích tự nhiên và 5.789 nhân khẩu.
  - Thành lập xã Ia Rvê trên cơ sở một phần xã Ea Bung và xã Ya Tờ Mốt. Xã Ia Rvê có 22.714 ha diện tích tự nhiên và 3.283 nhân khẩu.
  - Sáp nhập một phần xã Ea Bung vào xã Ya Tờ Mốt. Xã Ea Bung có 28.408 ha diện tích tự nhiên và 3.253 nhân khẩu. Xã Ya Tờ Mốt có 9.028 ha diện tích tự nhiên và 3.926 nhân khẩu.
- Thành lập xã Cư A Mung, huyện Ea H'leo trên cơ sở một phần xã Ea Wy. Xã Cư A Mung có 7.435 ha diện tích tự nhiên và 3.491 nhân khẩu.
- Thành lập xã Ea Đê, huyện Krông Búk trên cơ sở một phần xã Pơng Drang. Xã Ea Đê có 2.970 ha diện tích tự nhiên và 10.025 nhân khẩu.
- Thành lập xã Ea Kuêh, huyện Cư M'gar trên cơ sở một phần xã Ea Kiết. Xã Ea Kuêh có 10.914 ha diện tích tự nhiên và 5.384 nhân khẩu.

Năm 2007, chia tách một số xã thuộc các huyện Krông Ana, Ea Kar, Krông Búk, M'đrắk, Ea H'leo. Cùng năm, chia huyện Krông Ana thành 2 huyện: Krông Ana và Cư Kuin.
- Thành lập xã Ea Sar, huyện Ea Kar trên cơ sở một phần xã Ea Sô và xã Xuân Phú. Xã Ea Sar có 5.639 ha diện tích tự nhiên và 6.511 nhân khẩu.
- Thành lập xã Ea Ning, huyện Krông Ana trên cơ sở một phần xã Cư Ê Wi. Xã Ea Ning có 2.778 ha diện tích tự nhiên và 12.700 nhân khẩu.
- Thành lập xã Ea Sin, huyện Krông Búk trên cơ sở một phần xã Cư Pơng và xã Cư Né. Xã Ea Sin có 6.280 ha diện tích tự nhiên và 3.301 nhân khẩu.
- Thành lập xã Cư San, huyện M'đrắk trên cơ sở một phần xã Ea Trang. Xã Cư San có 20.857 ha diện tích tự nhiên và 4.466 nhân khẩu.
- Thành lập xã Ea Tir, huyện Ea H'leo trên cơ sở một phần xã Ea Nam. Xã Ea Tir có 9.802 ha diện tích tự nhiên và 3.239 nhân khẩu.
- Thành lập huyện Cư Kuin trên cơ sở toàn bộ các xã Ea Tiêu, Ea Ktur, Ea Bhôk, Hòa Hiệp, Day Bhăng, Ea Hu, Cư Ê Wi, Ea Ning thuộc huyện Krông Ana. Huyện Cư Kuin có 28.830 ha diện tích tự nhiên và 109.770 nhân khẩu, có 8 xã. Huyện Krông Ana có 35.609 ha diện tích tự nhiên và 87.053 nhân khẩu, có 8 đơn vị hành chính trực thuộc, gồm 7 xã và 1 thị trấn.

Năm 2008, thành lập thị xã Buôn Hồ, thành lập các phường thuộc thị xã Buôn Hồ.
- Điều chỉnh địa giới hành chính các xã Thống Nhất, Ea Blang, Bình Thuận, Cư Bao, Ea Đê, huyện Krông Búk.
- Thành lập thị xã Buôn Hồ trên cơ sở toàn bộ các xã Đoàn Kết, Thống Nhất, Ea Siên, Bình Thuận, Ea Drông, Cư Bao, thị trấn Buôn Hồ, một phần xã Ea Blang và xã Ea Đê thuộc huyện Krông Búk.
- Thành lập các phường thuộc thị xã Buôn Hồ:
  - Thành lập phường Đạt Hiếu trên cơ sở một phần xã Ea Đê. Phường Đạt Hiếu có 1.048 ha diện tích tự nhiên và 7.109 nhân khẩu.
  - Thành lập phường An Lạc trên cơ sở một phần xã Ea Blang và thị trấn Buôn Hồ. Phường An Lạc có 579 ha diện tích tự nhiên và 10.381 nhân khẩu.
  - Thành lập phường An Bình trên cơ sở một phần xã Đoàn Kết, thị trấn Buôn Hồ và phần còn lại xã Ea Đê. Phường An Bình có 830,60 ha diện tích tự nhiên và 10.229 nhân khẩu.
  - Thành lập phường Thiện An trên cơ sở một phần xã Ea Blang và phần còn lại thị trấn Buôn Hồ. Phường Thiện An có 868,38 ha diện tích tự nhiên và 5.414 nhân khẩu.
  - Thành lập phường Đoàn Kết trên cơ sở phần còn lại xã Đoàn Kết. Phường Đoàn Kết có 1.506,43 ha diện tích tự nhiên và 4.106 nhân khẩu.
  - Thành lập phường Thống Nhất trên cơ sở một phần xã Thống Nhất và xã Ea Siên. Phường Thống Nhất có 1.785 ha diện tích tự nhiên và 12.815 nhân khẩu.
  - Thành lập phường Bình Tân trên cơ sở phần còn lại xã Thống Nhất. Phường Bình Tân có 1.601,79 ha diện tích tự nhiên và 7.397 nhân khẩu.
  - Sau khi điều chỉnh: Xã Ea Siên có 3.277,32 ha diện tích tự nhiên và 6.932 nhân khẩu. Xã Ea Drông có 4.801,55 ha diện tích tự nhiên và 10.059 nhân khẩu. Xã Ea Blang có 3.039,64 ha diện tích tự nhiên và 2.820 nhân khẩu. Xã Bình Thuận có 4.463,57 ha diện tích tự nhiên và 13.415 nhân khẩu. Xã Cư Bao có 4.404,61 ha diện tích tự nhiên và 10.877 nhân khẩu.

- Thị xã Buôn Hồ có 28.205,89 ha diện tích tự nhiên và 101.554 nhân khẩu, có 12 đơn vị hành chính trực thuộc, bao gồm 7 phường và 5 xã.

- Đổi tên xã Ea Đê, huyện Krông Búk thành xã Tân Lập. Xã Tân Lập có 1.827,3 ha diện tích tự nhiên và 4.126 nhân khẩu.

Năm 2023, thành lập thị trấn Pơng Drang thuộc huyện Krông Búk trên cơ sở toàn bộ 31,24 km² diện tích tự nhiên và quy mô dân số 17.988 người của xã Pơng Drang.
Ngày 28 tháng 9 năm 2024, Ủy ban Thường vụ Quốc hội ban hành Nghị quyết số 1193/NQ-UBTVQH15 về việc sắp xếp đơn vị hành chính cấp xã của tỉnh Đắk Lắk giai đoạn 2023 – 2025 (nghị quyết có hiệu lực từ ngày 1 tháng 11 năm 2024). Tỉnh Đắk Lắk có 15 đơn vị hành chính cấp huyện, gồm 13 huyện, 1 thị xã, 1 thành phố va 180 đơn vị hành chính cấp xã, gồm 149 xã, 18 phường và 13 thị trấn. Theo đó:
- Sắp xếp các đơn vị hành chính cấp xã thuộc thành phố Buôn Ma Thuột:
  - Sáp nhập toàn bộ phường Thắng Lợi vào phường Thành Công. Phường Thành Công có diện tích tự nhiên là 2,00 km² và quy mô dân số là 26.086 người.
  - Sáp nhập toàn bộ phường Thống Nhất vào phường Tân Tiến. Phường Tân Tiến có diện tích tự nhiên là 2,85 km² và quy mô dân số là 28.491 người.
  - Sau khi sắp xếp, thành phố Buôn Ma Thuột có 19 đơn vị hành chính cấp xã, gồm 11 phường và 8 xã.

- Sắp xếp các đơn vị hành chính cấp xã thuộc thị xã Buôn Hồ:
  - Sáp nhập một phần xã Ea Blang vào xã Ea Siên. Xã Ea Siên có diện tích tự nhiên là 52,47 km² và quy mô dân số là 8.060 người.
  - Sáp nhập phần còn lại xã Ea Blang vào xã Ea Drông. Xã Ea Drông có diện tích tự nhiên là 58,66 km² và quy mô dân số là 15.462 người.
  - Sau khi sắp xếp, thị xã Buôn Hồ có 11 đơn vị hành chính cấp xã, gồm 7 phường và 4 xã.

- Sắp xếp các đơn vị hành chính cấp xã thuộc huyện Krông Bông:
  - Sáp nhập toàn bộ xã Hòa Tân vào xã Hòa Thành. Xã Hòa Thành có diện tích tự nhiên là 44,25 km² và quy mô dân số là 7.335 người.
  - Sau khi sắp xếp, huyện Krông Bông có 13 đơn vị hành chính cấp xã, gồm 12 xã và 1 thị trấn.

- Sắp xếp các đơn vị hành chính cấp xã thuộc huyện Ea Súp:
  - Sáp nhập một phần xã Ia Rvê để nhập vào xã Ia Lốp. Xã Ia Lốp có diện tích tự nhiên là 194,09 km² và quy mô dân số là 6.721 người. Xã Ia Rvê có diện tích tự nhiên là 217,83 km² và quy mô dân số là 6.767 người.
  - Sau khi sắp xếp, huyện Ea Súp có 10 đơn vị hành chính cấp xã, gồm 9 xã và 1 thị trấn.

### Các đơn vị hành chính trực thuộc
Tỉnh Đắk Lắk có 15 đơn vị hành chính cấp huyện, gồm 1 thành phố, 1 thị xã và 13 huyện. Trong đó có 180 đơn vị hành chính cấp xã, gồm có 149 xã, 18 phường và 13 thị trấn.

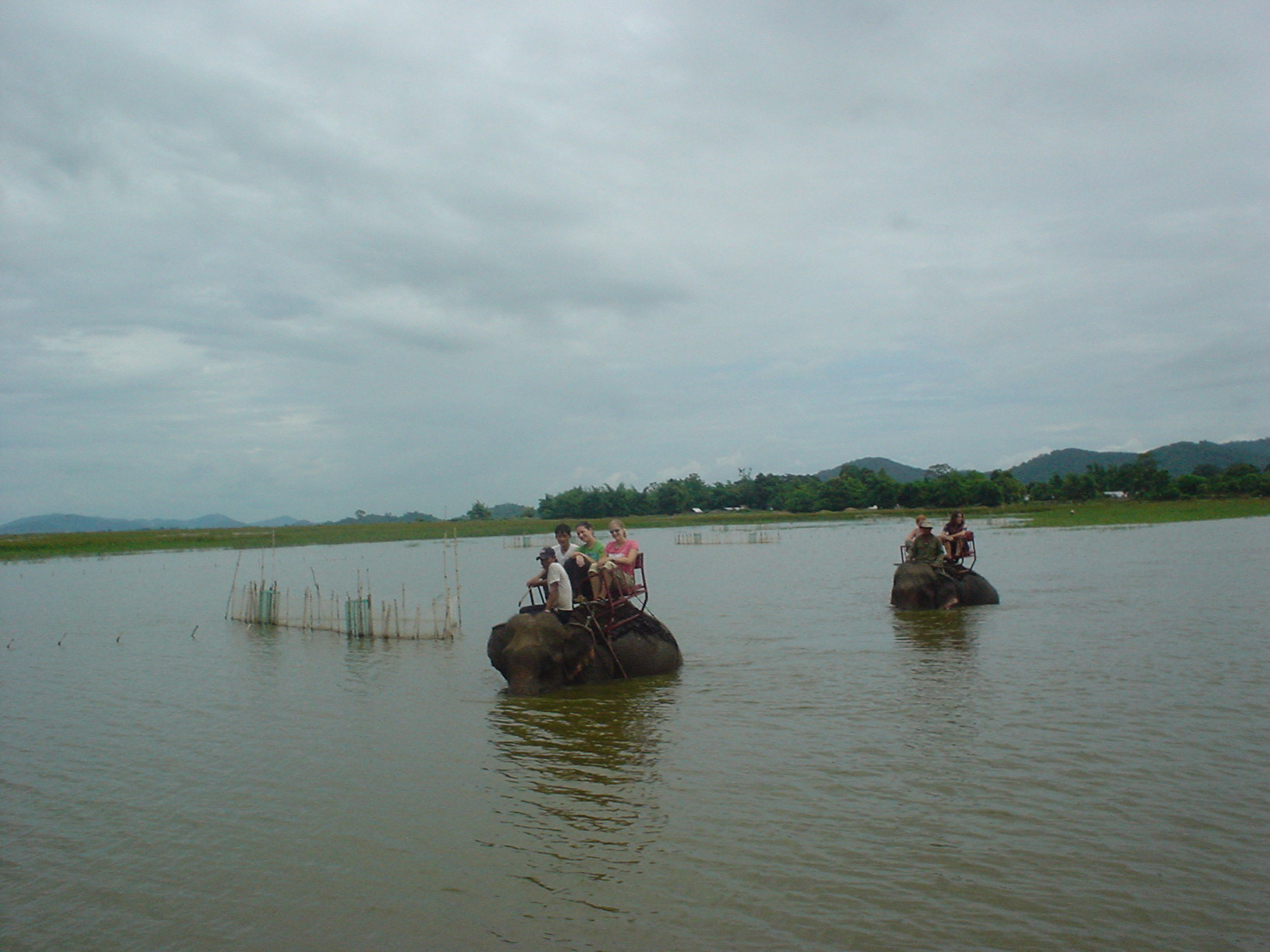
Voi và du khách trên Hồ Lắk

| Tên           | Dân số (người)2009 | Hành chính        |
| ------------- | ------------------ | ----------------- |
| Thành phố     |                    |                   |
| Buôn Ma Thuột | 326.135            | 11 phường, 8 xã   |
| Thị xã        |                    |                   |
| Buôn Hồ       | 96.685             | 7 phường, 4 xã    |
| Huyện (13)    |                    |                   |
| Buôn Đôn      | 59.959             | 7 xã              |
| Cư Kuin       | 99.551             | 8 xã              |
| Cư M'gar      | 163.600            | 2 thị trấn, 15 xã |
| Ea H'leo      | 120.968            | 1 thị trấn, 11 xã |

| Tên        | Dân số (người)2009 | Hành chính        |
| ---------- | ------------------ | ----------------- |
| Ea Kar     | 141.331            | 2 thị trấn, 14 xã |
| Ea Súp     | 58.579             | 1 thị trấn, 9 xã  |
| Krông Ana  | 81.010             | 1 thị trấn, 7 xã  |
| Krông Bông | 87.139             | 1 thị trấn, 12 xã |
| Krông Búk  | 57.387             | 1 thị trấn, 6 xã  |
| Krông Năng | 118.223            | 1 thị trấn, 11 xã |
| Krông Pắc  | 198.009            | 1 thị trấn, 15 xã |
| Lắk        | 59.954             | 1 thị trấn, 10 xã |
| M'Drắk     | 65.094             | 1 thị trấn, 12 xã |

## Giai đoạn 2025 - nay

### Năm 2025: Nghị quyết số 202/2025/QH15
Ngày 12 tháng 6 năm 2025, Quốc hội khóa XV ban hành Nghị quyết số 202/2025/QH15 về việc sắp xếp đơn vị hành chính cấp tỉnh (nghị quyết có hiệu lực từ ngày 12 tháng 6 năm 2025). Theo đó, sáp nhập tỉnh Phú Yên vào tỉnh Đắk Lắk.
Sau khi sắp xếp, tỉnh Đắk Lắk có 18.096,40 km² diện tích tự nhiên và quy mô dân số là 3.346.853 người.

### Năm 2025: Nghị quyết số 203/2025/QH15
Ngày 16 tháng 6 năm 2025, Quốc hội khóa XV ban hành Nghị quyết số 203/2025/QH15 về việc sửa đổi, bổ sung một số điều của Hiến pháp nước Cộng hòa xã hội chủ nghĩa Việt Nam. Theo đó, kết thúc hoạt động của đơn vị hành chính cấp huyện trong cả nước từ ngày 01 tháng 7 năm 2025.

### Năm 2025: Nghị quyết số 1660/NQ-UBTVQH15
- Nghị quyết số 1660/NQ-UBTVQH15[70] ngày 16 tháng 6 năm 2025 của Ủy ban Thường vụ Quốc hội khóa XV về việc sắp xếp các đơn vị hành chính cấp xã của tỉnh Đắk Lắk năm 2025:

Tỉnh Đắk Lắk:
1. Sắp xếp toàn bộ diện tích tự nhiên, quy mô dân số của các xã Hòa Phú (thành phố Buôn Ma Thuột), Hòa Xuân và Hòa Khánh thành xã mới có tên gọi là xã Hòa Phú.
2. Sắp xếp toàn bộ diện tích tự nhiên, quy mô dân số của xã Ea Siên và xã Ea Drông thành xã mới có tên gọi là xã Ea Drông.
3. Sắp xếp toàn bộ diện tích tự nhiên, quy mô dân số của thị trấn Ea Súp, xã Cư M’Lan và xã Ea Lê thành xã mới có tên gọi là xã Ea Súp.
4. Sắp xếp toàn bộ diện tích tự nhiên, quy mô dân số của các xã Ia Jlơi, Cư Kbang và Ea Rốk thành xã mới có tên gọi là xã Ea Rốk.
5. Sắp xếp toàn bộ diện tích tự nhiên, quy mô dân số của xã Ya Tờ Mốt và xã Ea Bung thành xã mới có tên gọi là xã Ea Bung.
6. Sắp xếp toàn bộ diện tích tự nhiên, quy mô dân số của các xã Ea Huar, Tân Hòa và Ea Wer thành xã mới có tên gọi là xã Ea Wer.
7. Sắp xếp toàn bộ diện tích tự nhiên, quy mô dân số của các xã Ea Bar (huyện Buôn Đôn), Cuôr Knia và Ea Nuôl thành xã mới có tên gọi là xã Ea Nuôl.
8. Sắp xếp toàn bộ diện tích tự nhiên, quy mô dân số của xã Ea Kuêh và xã Ea Kiết thành xã mới có tên gọi là xã Ea Kiết.
9. Sắp xếp toàn bộ diện tích tự nhiên, quy mô dân số của các xã Quảng Hiệp, Ea M’nang và Ea M’Droh thành xã mới có tên gọi là xã Ea M’Droh.
10. Sắp xếp toàn bộ diện tích tự nhiên, quy mô dân số của thị trấn Quảng Phú, thị trấn Ea Pốk, xã Cư Suê và xã Quảng Tiến thành xã mới có tên gọi là xã Quảng Phú.
11. Sắp xếp toàn bộ diện tích tự nhiên, quy mô dân số của xã Ea Drơng và xã Cuôr Đăng thành xã mới có tên gọi là xã Cuôr Đăng.
12. Sắp xếp toàn bộ diện tích tự nhiên, quy mô dân số của các xã Ea H’đing, Ea Kpam và Cư M’gar thành xã mới có tên gọi là xã Cư M’gar.
13. Sắp xếp toàn bộ diện tích tự nhiên, quy mô dân số của các xã Ea Tar, Cư Dliê Mnông và Ea Tul thành xã mới có tên gọi là xã Ea Tul.
14. Sắp xếp toàn bộ diện tích tự nhiên, quy mô dân số của thị trấn Pơng Drang, xã Ea Ngai và xã Tân Lập thành xã mới có tên gọi là xã Pơng Drang.
15. Sắp xếp toàn bộ diện tích tự nhiên, quy mô dân số của xã Cư Né và xã Chứ Kbô thành xã mới có tên gọi là xã Krông Búk.
16. Sắp xếp toàn bộ diện tích tự nhiên, quy mô dân số của xã Ea Sin và xã Cư Pơng thành xã mới có tên gọi là xã Cư Pơng.
17. Sắp xếp toàn bộ diện tích tự nhiên, quy mô dân số của các xã Ea Nam, Ea Tir và Ea Khăl thành xã mới có tên gọi là xã Ea Khăl.
18. Sắp xếp toàn bộ diện tích tự nhiên, quy mô dân số của thị trấn Ea Drăng, xã Ea Ral và xã Dliê Yang thành xã mới có tên gọi là xã Ea Drăng.
19. Sắp xếp toàn bộ diện tích tự nhiên, quy mô dân số của các xã Cư A Mung, Cư Mốt và Ea Wy thành xã mới có tên gọi là xã Ea Wy.
20. Sắp xếp toàn bộ diện tích tự nhiên, quy mô dân số của xã Ea Sol và xã Ea Hiao thành xã mới có tên gọi là xã Ea Hiao.
21. Sắp xếp toàn bộ diện tích tự nhiên, quy mô dân số của thị trấn Krông Năng, xã Phú Lộc và xã Ea Hồ thành xã mới có tên gọi là xã Krông Năng.
22. Sắp xếp toàn bộ diện tích tự nhiên, quy mô dân số của các xã Ea Tóh, Ea Tân và Dliê Ya thành xã mới có tên gọi là xã Dliê Ya.
23. Sắp xếp toàn bộ diện tích tự nhiên, quy mô dân số của các xã Ea Tam, Cư Klông và Tam Giang thành xã mới có tên gọi là xã Tam Giang.
24. Sắp xếp toàn bộ diện tích tự nhiên, quy mô dân số của các xã Ea Púk, Ea Dăh và Phú Xuân thành xã mới có tên gọi là xã Phú Xuân.
25. Sắp xếp toàn bộ diện tích tự nhiên, quy mô dân số của thị trấn Phước An và các xã Hòa An (huyện Krông Pắc), Ea Yông, Hòa Tiến thành xã mới có tên gọi là xã Krông Pắc.
26. Sắp xếp toàn bộ diện tích tự nhiên, quy mô dân số của các xã Hòa Đông, Ea Kênh và Ea Knuếc thành xã mới có tên gọi là xã Ea Knuếc.
27. Sắp xếp toàn bộ diện tích tự nhiên, quy mô dân số của các xã Ea Yiêng, Ea Uy và Tân Tiến thành xã mới có tên gọi là xã Tân Tiến.
28. Sắp xếp toàn bộ diện tích tự nhiên, quy mô dân số của các xã Ea Kuăng, Ea Hiu và Ea Phê thành xã mới có tên gọi là xã Ea Phê.
29. Sắp xếp toàn bộ diện tích tự nhiên, quy mô dân số của xã Krông Búk và xã Ea Kly thành xã mới có tên gọi là xã Ea Kly.
30. Sắp xếp toàn bộ diện tích tự nhiên, quy mô dân số của thị trấn Ea Kar và các xã Cư Huê, Ea Đar, Ea Kmút, Cư Ni, Xuân Phú thành xã mới có tên gọi là xã Ea Kar.
31. Sắp xếp toàn bộ diện tích tự nhiên, quy mô dân số của xã Cư Elang và xã Ea Ô thành xã mới có tên gọi là xã Ea Ô.
32. Sắp xếp toàn bộ diện tích tự nhiên, quy mô dân số của thị trấn Ea Knốp và các xã Ea Tih, Ea Sô, Ea Sar thành xã mới có tên gọi là xã Ea Knốp.
33. Sắp xếp toàn bộ diện tích tự nhiên, quy mô dân số của xã Cư Bông và xã Cư Yang thành xã mới có tên gọi là xã Cư Yang.
34. Sắp xếp toàn bộ diện tích tự nhiên, quy mô dân số của xã Cư Prông và xã Ea Păl thành xã mới có tên gọi là xã Ea Păl.
35. Sắp xếp toàn bộ diện tích tự nhiên, quy mô dân số của thị trấn M’Drắk, xã Krông Jing và xã Ea Lai thành xã mới có tên gọi là xã M’Drắk.
36. Sắp xếp toàn bộ diện tích tự nhiên, quy mô dân số của các xã Ea H’Mlay, Ea M’Doal và Ea Riêng thành xã mới có tên gọi là xã Ea Riêng.
37. Sắp xếp toàn bộ diện tích tự nhiên, quy mô dân số của xã Cư Króa và xã Cư M’ta thành xã mới có tên gọi là xã Cư M’ta.
38. Sắp xếp toàn bộ diện tích tự nhiên, quy mô dân số của xã Cư San và xã Krông Á thành xã mới có tên gọi là xã Krông Á.
39. Sắp xếp toàn bộ diện tích tự nhiên, quy mô dân số của xã Ea Pil và xã Cư Prao thành xã mới có tên gọi là xã Cư Prao.
40. Sắp xếp toàn bộ diện tích tự nhiên, quy mô dân số của các xã Yang Reh, Ea Trul và Hòa Sơn thành xã mới có tên gọi là xã Hòa Sơn.
41. Sắp xếp toàn bộ diện tích tự nhiên, quy mô dân số của các xã Hòa Thành (huyện Krông Bông), Cư Kty và Dang Kang thành xã mới có tên gọi là xã Dang Kang.
42. Sắp xếp toàn bộ diện tích tự nhiên, quy mô dân số của thị trấn Krông Kmar, xã Hòa Lễ và xã Khuê Ngọc Điền thành xã mới có tên gọi là xã Krông Bông.
43. Sắp xếp toàn bộ diện tích tự nhiên, quy mô dân số của xã Cư Drăm và xã Yang Mao thành xã mới có tên gọi là xã Yang Mao.
44. Sắp xếp toàn bộ diện tích tự nhiên, quy mô dân số của xã Hòa Phong (huyện Krông Bông) và xã Cư Pui thành xã mới có tên gọi là xã Cư Pui.
45. Sắp xếp toàn bộ diện tích tự nhiên, quy mô dân số của thị trấn Liên Sơn, xã Yang Tao và xã Bông Krang thành xã mới có tên gọi là xã Liên Sơn Lắk.
46. Sắp xếp toàn bộ diện tích tự nhiên, quy mô dân số của các xã Buôn Tría, Buôn Triết và Đắk Liêng thành xã mới có tên gọi là xã Đắk Liêng.
47. Sắp xếp toàn bộ diện tích tự nhiên, quy mô dân số của xã Ea Rbin và xã Nam Ka thành xã mới có tên gọi là xã Nam Ka.
48. Sắp xếp toàn bộ diện tích tự nhiên, quy mô dân số của xã Đắk Nuê và xã Đắk Phơi thành xã mới có tên gọi là xã Đắk Phơi.
49. Sắp xếp toàn bộ diện tích tự nhiên, quy mô dân số của các xã Cư Êwi, Ea Hu và Ea Ning thành xã mới có tên gọi là xã Ea Ning.
50. Sắp xếp toàn bộ diện tích tự nhiên, quy mô dân số của xã Hòa Hiệp, xã Dray Bhăng và một phần diện tích tự nhiên, quy mô dân số của xã Ea Bhốk thành xã mới có tên gọi là xã Dray Bhăng.
51. Sắp xếp toàn bộ diện tích tự nhiên, quy mô dân số của xã Ea Tiêu, xã Ea Ktur và phần còn lại của xã Ea Bhốk sau khi sắp xếp theo quy định tại khoản 50 Điều này thành xã mới có tên gọi là xã Ea Ktur.
52. Sắp xếp toàn bộ diện tích tự nhiên, quy mô dân số của thị trấn Buôn Trấp, xã Bình Hòa và xã Quảng Điền thành xã mới có tên gọi là xã Krông Ana.
53. Sắp xếp toàn bộ diện tích tự nhiên, quy mô dân số của xã Băng A Drênh và xã Dur Kmăl thành xã mới có tên gọi là xã Dur Kmăl.
54. Sắp xếp toàn bộ diện tích tự nhiên, quy mô dân số của các xã Ea Bông, Dray Sáp và Ea Na thành xã mới có tên gọi là xã Ea Na.